# Comuna Centroriental (Cúcuta)
La Comuna 2 o Centro Oriental es una aglomeración de barrios que están ubicados en la zona centro oriental de la ciudad colombiana de Cúcuta. Esta Comuna es mayormente residencial y en ella se encuentran los barrios de más alto estrato en Cúcuta.

## Subdivisión
La comuna Centro Oriental está dividida en 50 barrios.
- Acuarela
- Barrio Blanco
- Bellavista
- Brisas del Pamplonita
- Los Caobos
- Ceiba II
- Colsag
- Condado de Castilla
- El Lago
- El Rosal
- Govika
- Haricatama
- Hurapanes
- La Capillana
- La Castellana
- La Ceiba
- La Primavera
- La Rinconada
- La Riviera
- Las Almeidas
- Los Acacios
- Los Pinos
- Los Próceres
- Manolo Lemus
- Mirador Campestre
- Palma Real
- Parque Central
- Parque de las Brisas
- Parque Real
- Parques Residenciales
- Popular
- Portal de Prados
- Prados I
- Prados II
- Prados Club
- Quinta Bosch
- Quinta Oriental
- Quinta Velez
- Rincón de Prados
- Santa Clara
- Santa Lucia
- San Isidro
- San Remo
- Torre Real
- Urb. Galicia
- Urb. La Esperanza
- Urb. Torre Molinos
- Valparaíso Suite
- Villas del Prado
- Villa Real

## Galería

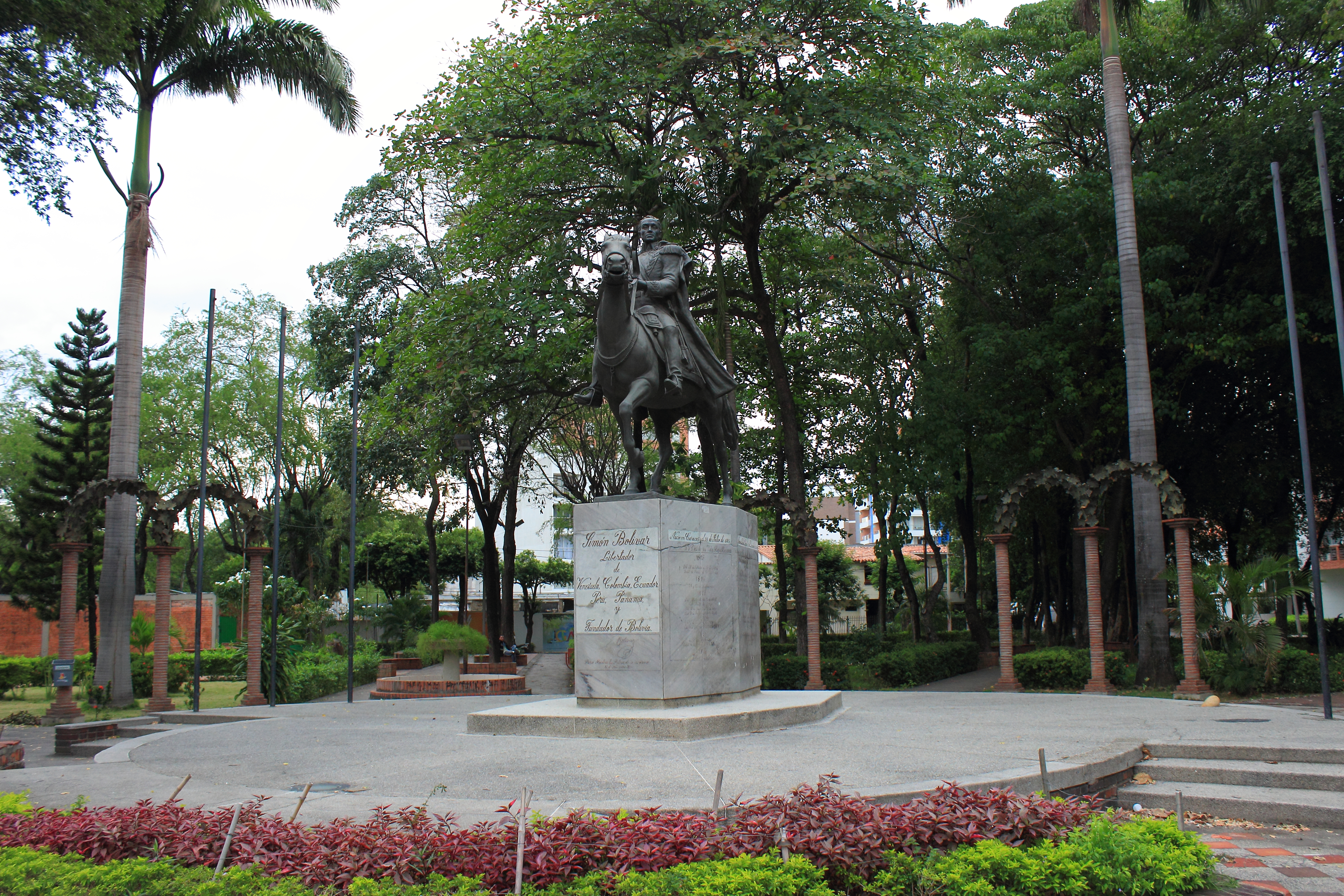
Parque Simón Bolívar
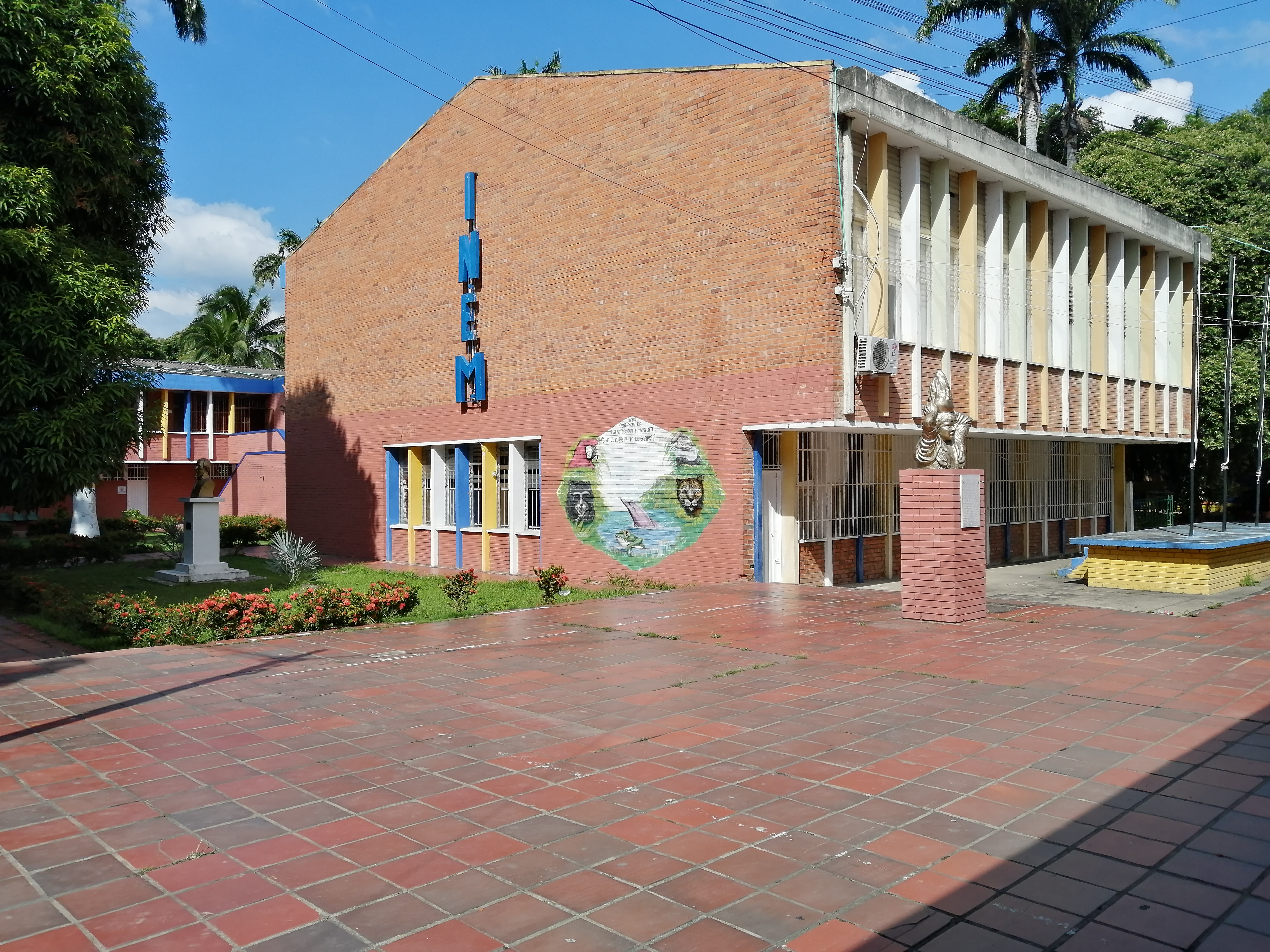
Inem-José Eusebio Caro